# Cérémonies olympiques
Certains des éléments des cérémonies olympiques ramènent aux Jeux de la Grèce antique d'où les Jeux olympiques modernes tirent leurs racines. Un exemple de cela est l'importance de la Grèce dans les cérémonies d'ouverture et de clôture. Durant les Jeux de 2004, les médaillés reçoivent une couronne de rameaux d'olivier, qui est une référence directe aux Jeux antiques, dans lesquels le prix du vainqueur était une couronne d'olivier. Les divers éléments des cérémonies sont mandatés par la Charte olympique et ne peuvent pas être changés par la nation hôte. Même les parties artistiques des cérémonies d'ouverture et de clôture doivent répondre à l'approbation du Comité international olympique ou CIO.
Les cérémonies ont évolué au fil des siècles. Les Jeux antiques incorporaient des cérémonies pour marquer le début et la fin de chaque Jeux successifs. Il y a des similitudes et des différences entre les anciennes cérémonies olympiques et leurs équivalents modernes. Alors que la présentation des Jeux a évolué avec les progrès techniques et le désir des pays hôtes de mettre en valeur leur propre expression artistique, les événements de base de chaque cérémonie sont restés inchangés. La présentation des cérémonies d'ouverture et de clôture continue à augmenter dans leurs portées, ampleurs et coûts, mais elles sont toujours ancrées dans la tradition.

## Cérémonies antiques
Les Jeux antiques, qui ont lieu en Grèce de - 776 à 393 fournissent les premiers exemples de cérémonies olympiques. La célébration de la victoire dont des éléments sont mis en évidence dans les cérémonies de médaille et de clôture modernes impliquent souvent des festins élaborés, des boissons, du chant et de la récitation de poésie. Le plus riche des vainqueurs est le plus extravagant lors de la célébration. Les vainqueurs sont représentés avec une couronne d'olivier récoltée à partir d'un arbre spécial à Olympie par un garçon spécialement sélectionné à cet effet à l'aide d'une faucille en or. Le festival se conclut avec les vainqueurs qui font des vœux solennels et des sacrifices rituels aux différents dieux dont ils sont redevables.
Il y a des preuves de changements importants dans le format des Jeux antiques pendant les presque 12 siècles pendant lesquelles les Jeux étaient célébrés. Finalement vers la 77e, un programme standard de 18 épreuves est établi. Afin d'ouvrir des Jeux dans la Grèce antique, les organisateurs présentaient un festival d'inauguration. Elle est suivie par une cérémonie dans laquelle les athlètes font un serment de sportivité. La première compétition, un concours artistique de trompettistes et des hérauts, concluent les festivités d'ouverture.

## Cérémonie d'ouverture

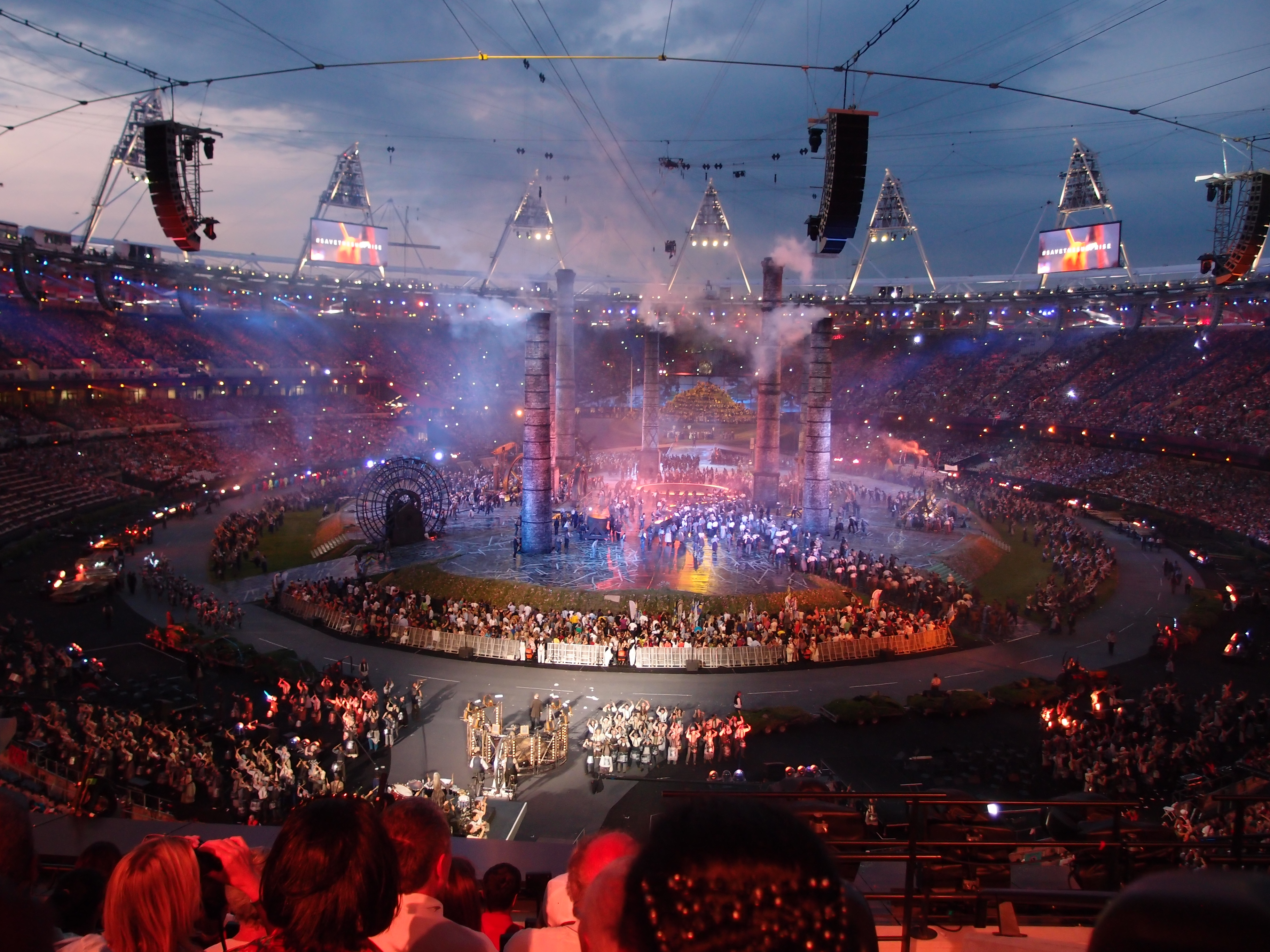
Tableau de la Révolution industrielle lors de la cérémonie d'ouverture des Jeux olympiques d'été de 2012 à Londres.

Les cérémonies d'ouverture représentent le commencement officiel de la célébration des Jeux olympiques. Toutefois, dans les Jeux olympiques récents, la compétition sportive a débuté avant la cérémonie d'ouverture. En raison du grand nombre de participants aux tournois de football aux Jeux olympiques d'été de 2008, les épreuves masculines et féminines de football ont débuté deux jours avant (le 6 août) la cérémonie d'ouverture.
Comme mandatés par la Charte olympique, divers éléments encadrent la cérémonie d'ouverture d'une édition des Jeux olympiques,. La plupart de ces rituels ont été canonisés aux Jeux olympiques d'été de 1920 à Anvers en Belgique.
La vision initiale de Coubertin des Jeux modernes comprend des compétitions sportives et des réalisations artistiques. Comme les Jeux olympiques modernes ont évolué vers une célébration du sport, c'est dans les cérémonies d'ouverture que l'on peut voir le plus l'idéal de Coubertin. Les cérémonies commencent généralement avec l'élévation du drapeau du pays hôte et l'interprétation de son hymne national,. La nation organisatrice présente ensuite des numéros artistiques de musique, de chant, de danse et de théâtre qui représentent sa culture, son histoire et la devise actuelle des Jeux olympiques. Depuis les Jeux olympiques d'été de 1980 à Moscou, les présentations artistiques ont continué de croître en ampleur et en complexité. La cérémonie d'ouverture des Jeux de Pékin, par exemple, aurait coûté 100 millions de dollars avec la plupart des coûts engagés dans la partie artistique de la cérémonie.
La partie traditionnelle de la cérémonie commence avec une « Parade des Nations » au cours de laquelle la plupart des athlètes participants marchent dans le stade, pays par pays. Il n'est pas obligatoire pour les athlètes de participer à la cérémonie d'ouverture. En raison de la proximité des cérémonies avec les premières épreuves des Jeux, de nombreux athlètes en compétition dans ces premières épreuves choisissent de ne pas participer.
La délégation de chaque pays est menée par un panneau avec le nom de leur pays et par le drapeau de leur nation,. Traditionnellement, (depuis les Jeux olympiques d'été de 1928), la Grèce entre en premier en raison de son statut historique en tant que lieu des Jeux antiques tandis que la nation hôte entre en dernier. Aux Jeux olympiques d'été de 2004 à Athènes, le drapeau grec menait la parade tandis que l'équipe grecque défilait en dernier en tant que nation hôte.
Toutes les autres équipes défilent après la Grèce et avant la nation organisatrice, dans l'ordre selon la langue que le comité d'organisation de ces Jeux sélectionne, qui est généralement la langue dominante dans la région de la ville hôte. Les annonceurs annoncent le nom de chaque pays en français et en anglais, car ces deux langues sont les langues officielles des Jeux olympiques et la langue dominante de la région de la ville hôte, si ni le français et ni l'anglais ne sont les langues dominantes.
Pour la cérémonie d'ouverture des Jeux olympiques d'été de 2020 à Tokyo, afin de mettre en valeur les futurs pays hôtes des Jeux, le CIO a décidé de modifier le protocole traditionnel du défilé des athlètes. La Grèce ouvrira le défilé suivi de l'équipe des réfugiés puis les nations par ordre alphabétique. Les États-Unis (Los Angeles 2028) puis la France (Paris 2024) en avant-dernière position pénétreront dans le stade olympique juste avant le Japon.
Lors des Jeux olympiques d'été de 1992 à Barcelone, l'espagnol et le catalan sont les langues officielles des Jeux mais en raison de la sensibilité politique entourant l'usage du catalan, les nations entrent dans l'ordre alphabétique français. Lors des Jeux olympiques d'été de 2008, les équipes sont ordonnées par le nombre de traits dans la traduction chinoise du nom de l'équipe. Aux Jeux olympiques d'hiver de 2010, les équipes entrent dans l'ordre alphabétique anglais car même si les langues des Jeux olympiques sont également les langues de la nation hôte, le Canada, l'anglais est la langue la plus dominante des deux à Vancouver et dans la province de la Colombie-Britannique.
Après l'entrée de toutes les nations, le président du comité d'organisation fait un discours suivi du président du CIO. À la fin de son discours, il présente le représentant du pays hôte qui déclare officiellement l'ouverture des Jeux. Bien que les Jeux soient attribués à une ville en particulier et non au pays en général, la Charte olympique exige actuellement que ce représentant soit le chef d'État du pays hôte. Toutefois, il y a eu de nombreux cas où quelqu'un d'autre que le chef d'État du pays ouvre les Jeux. Le premier exemple sont les Jeux de la IIe Olympiade à Paris en 1900 où il n'avait pas de cérémonie d'ouverture. Il y a cinq exemples provenant uniquement des États-Unis dans lesquels les Jeux n'ont pas été ouverts par le chef de l'État.
La Charte olympique prévoit que la personne désignée pour ouvrir les Jeux doit le faire en récitant selon le cas, les lignes suivantes :
- Si ce sont les Jeux de l'Olympiade : « Je proclame ouverts les Jeux de [nom de la ville hôte] célébrant la [nombre ordinal de l'Olympiade] Olympiade de l'ère moderne. »
- Si ce sont les Jeux olympiques d'hiver : « Je proclame ouverts les Jeux de [nom de la ville hôte] célébrant les [nombre ordinal des Jeux d'hiver] Jeux olympiques d'hiver. »

Avant 1936, l'ouverture officielle se composait souvent d'un discours de bienvenue avant de déclarer les Jeux ouverts. Cependant, depuis 1936, où Adolf Hitler a ouvert les Jeux olympiques d'hiver de Garmisch Partenkirchen et les Jeux olympiques d'été de Berlin, les ouvreurs utilisent la formule standard. Les éditions récentes des Jeux d'hiver ont vu une tendance à l'utilisation de la première version au lieu de la seconde, ce qui s'est passé d'ailleurs lors des Jeux olympiques d'hiver de 2002 et de 2010. Il y a eu trois autres exceptions à la règle :
- En 1976, Élisabeth II en tant que reine du Canada ouvre les Jeux de Montréal (d'abord en français puis en anglais) avec :

« Je proclame l'ouverture des Jeux olympiques de 1976, célébrant la XXIe olympiade de l'ère moderne. »
- En 1984, le président américain Ronald Reagan ouvre les Jeux d'été de Los Angeles avec :

« Célébrant la XXIIIe Olympiade de l'ère moderne, je déclare ouvert les Jeux olympiques de Los Angeles. »
- En 2002, le président américain George W. Bush ouvre les Jeux d'hiver à Salt Lake City avec :

« Au nom de la nation fière, déterminée et reconnaissante… », puis la formule standard d'ouverture suit.
- En 2016, le président par intérim brésilien Michel Temer ouvre les Jeux d'été de Rio de Janeiro avec :

« Après ce merveilleux spectacle, je déclare ouvert les Jeux olympiques de Rio, célébrant les XXXIe Olympiade de l'ère moderne. »
Ensuite, le drapeau olympique est porté horizontalement (depuis les Jeux olympiques d'été de 1960) dans le stade et est hissé pendant que l'hymne olympique est joué. La Charte olympique stipule que le drapeau olympique doit « voler pendant toute la durée des Jeux olympiques à partir d'un mât placé dans une position de premier plan dans le stade principal ».
Les porte-drapeaux de tous les pays entourent ensuite une estrade où un athlète (depuis les Jeux olympiques d'été de 1920) et un juge-arbitre (depuis les Jeux olympiques d'été de 1972) disent le serment olympique déclarant qu'ils seront en compétition et qu'ils jugeront selon les règles de leur sport respectif. Enfin, la torche est amenée dans le stade, passant d'athlète à athlète, jusqu'à ce qu'elle atteigne le dernier transporteur ; souvent un athlète bien connu de la nation hôte, qui allume le feu dans le chaudron du stade. En vertu des règles du CIO, l'allumage de la vasque olympique doit être attestée par les participants à la cérémonie d'ouverture, ce qui implique qu'il doit être allumé à l'endroit où la cérémonie se déroule. Même si une autre règle du CIO déclare que le chaudron doit être visible de l'extérieur par l'ensemble des habitants de la ville hôte. Ceci a été rendu évident lors de la cérémonie d'ouverture des Jeux olympiques d'hiver de 2010, qui a été la première à avoir lieu à l'intérieur.
Après la fin de la Première Guerre mondiale, lors des Jeux d'été de 1920, l'allumage de la flamme olympique est suivi par la libération de colombes qui symbolisent la paix . Ce geste a été interrompu après que plusieurs colombes ont été brûlées vives dans la flamme olympique durant la cérémonie d'ouverture des Jeux d'été de 1988. Il a ensuite été remplacé par un lâcher symbolique de colombes après que la flamme a été allumée,.

## Cérémonie de clôture

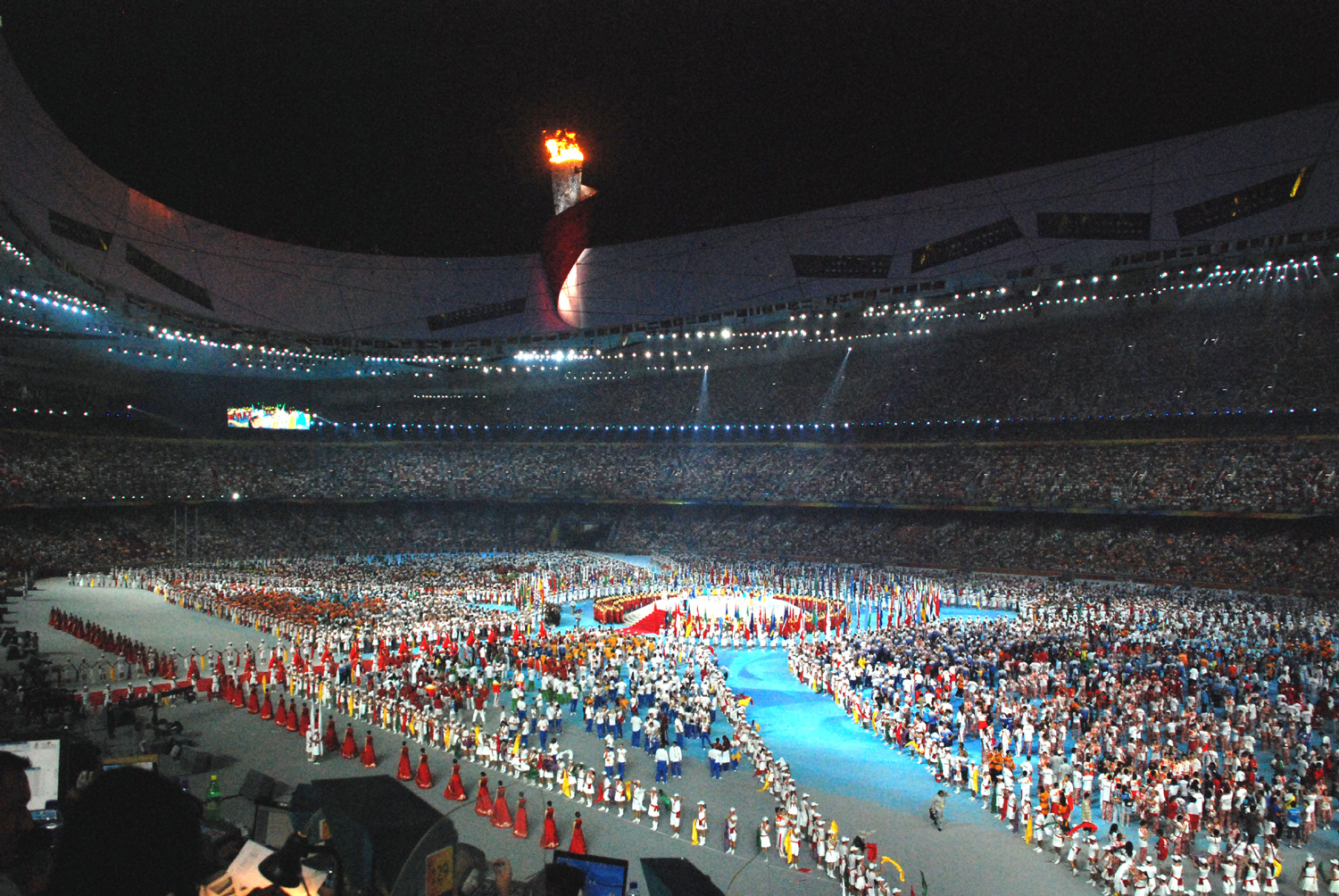
Les athlètes se rassemblant dans le stade durant la cérémonie de clôture des Jeux olympiques d'été de Pékin de 2008.

Contrairement à la cérémonie d'ouverture, de nombreux éléments des cérémonies de clôture sont régis plus par la tradition que par les autorités officielles. Habituellement, les porte-drapeaux de chaque pays participant entrent dans le stade en file indienne et derrière eux, tous les athlètes marchent sans aucune distinction ou de regroupement par nationalité. Le mélange de tous les athlètes est une tradition qui a commencé durant les Jeux olympiques d'été de 1956 avec la suggestion de l'écolier de Melbourne John Ian Wing qui ont pensé que ce serait une façon d'amener les athlètes du monde entier à faire qu'« une nation » (en 2006, des athlètes ont défilé avec leurs compatriotes, puis ils se sont alors dispersés et mêlés comme dans les cérémonies précédentes). Durant les Jeux olympiques d'été, la cérémonie des médailles du marathon hommes a traditionnellement lieu durant la cérémonie de clôture. Sa place dans le programme dépend de la volonté du comité d'organisation de la ville hôte respectif.
Après l'entrée des athlètes dans le stade, trois drapeaux nationaux sont hissés sur des mâts, un à la fois, tandis que les hymnes nationaux correspondants sont joués : le drapeau de la Grèce sur le mât du milieu pour honorer le berceau des Jeux olympiques, le drapeau du pays hôte sur le mât gauche, et le drapeau du pays hôte des prochains Jeux d'été ou d'hiver sur le mât de droite. En 2004, quand les Jeux ont eu lieu à Athènes, un seul drapeau grec a été hissé, bien que deux drapeaux grecs ont été hissés, en plus de celui de l'Australie lors des Jeux de Sydney, quatre ans auparavant.

Après la cérémonie du lever de drapeau, le président du comité d'organisation fait un discours. Le président du CIO clôture ensuite formellement les Jeux olympiques en disant : 

« Je déclare les Jeux de la [nombre ordinal] olympiade/[nombre ordinal] Jeux olympiques d'hiver clos et, conformément à la tradition, je convie la jeunesse du monde à se rassembler dans quatre ans à partir de maintenant à [nom de la ville hôte] pour y célébrer avec nous les Jeux de la [nombre ordinal suivant] olympiade/[nombre ordinal suivant] Jeux olympiques d'hiver. »

 La flamme olympique est éteinte, et, tandis que l'hymne olympique est joué, le drapeau olympique qui a été hissé lors de la cérémonie d'ouverture est abaissée du mât et transporté dans le stade.
Dans ce qui est connu comme la cérémonie d'Anvers (car la tradition a débuté aux Jeux d'Anvers), le maire de la ville qui organise les Jeux transfère un drapeau olympique spécial au président du CIO, qui le passe alors au maire de la ville qui organisera les Jeux olympiques suivants. Le maire qui a reçu le drapeau le brandit alors à huit reprises. Il y a trois drapeaux pour cela, différente de toutes les autres drapeaux dans le sens qu'ils ont une frange de six couleurs autour du drapeau et qui sont à égalité avec six rubans de couleur sur le mât :
- Le drapeau d'Anvers est présenté par le CIO aux Jeux olympiques d'été de 1920 à la ville d'Anvers en Belgique et est passé à la prochaine ville hôte des Jeux olympiques d'été jusqu'aux Jeux de 1988 à Séoul.
- Le drapeau d'Oslo est présenté par le CIO lors des Jeux olympiques d'hiver de 1952 à la ville d'Oslo en Norvège et est passé à la prochaine ville hôte des Jeux olympiques d'hiver.
- Le drapeau de Séoul est présenté par le CIO lors des Jeux olympiques d'été de 1988 à la ville de Séoul en Corée du Sud en remplacement du drapeau d'Anvers.

Cette tradition a posé un défi particulier lors des Jeux olympiques d'hiver de 2006 à Turin en Italie. En effet, le drapeau est passé de Sergio Chiamparino, le maire de Turin à Sam Sullivan, le maire de Vancouver au Canada. Le maire Sullivan, qui est tétraplégique brandit le drapeau en le tenant dans une main et en balançant son fauteuil roulant motorisé en avant et en arrière à huit reprises.
Après ces éléments traditionnels, la prochaine nation hôte se présente avec des manifestations artistiques de danse et de théâtre représentant son pays ou sa ville. Cette tradition a commencé avec les Jeux de 1976.

## Cérémonies des médailles

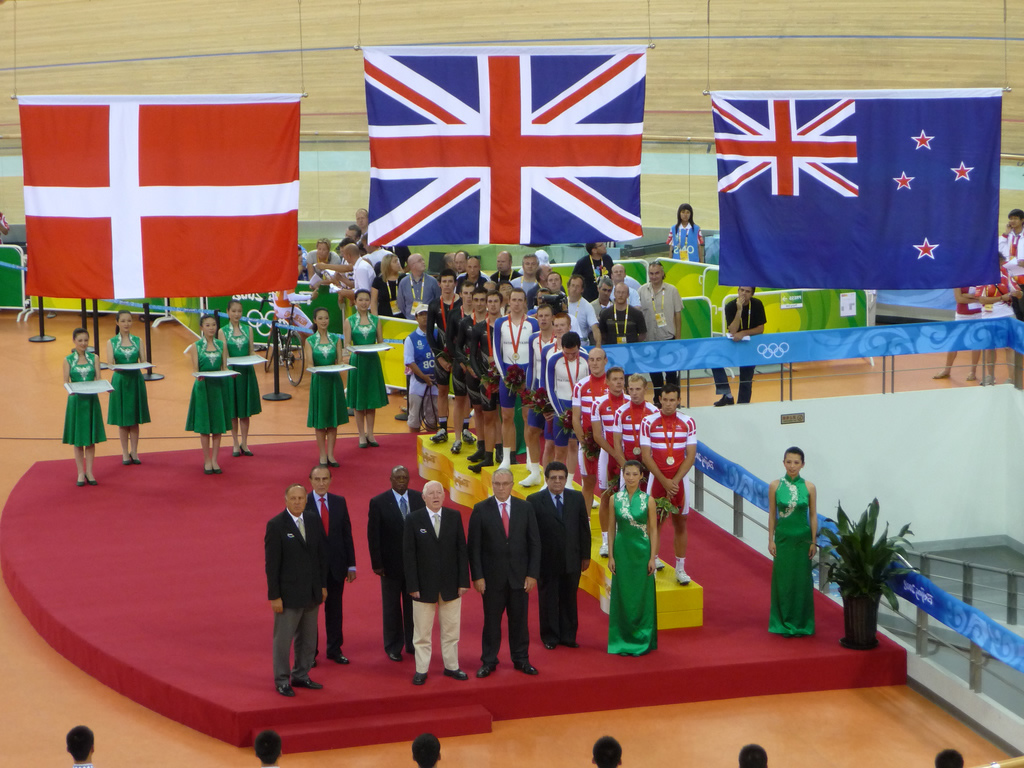
La cérémonie des médailles de la Poursuite par équipes masculine aux Jeux de 2008 à Pékin.

Après chaque épreuve olympique terminée, une cérémonie des médailles a lieu. Les cérémonies des Jeux d'été ont lieu habituellement, directement après la fin de l'épreuve, sur le site de l'épreuve tandis que pour les Jeux d'hiver, les médailles olympiques sont remises lors d'une cérémonie des médailles nocturne qui a lieu sur une place des médailles. Un podium à trois niveaux est utilisé pour les trois médaillés, avec le médaillé d'or qui monte sur la plus haute marche du podium. Les médailles sont décernées par un membre du CIO. Après la distribution des médailles, les drapeaux des nations des trois médaillés sont hissés. Le drapeau du pays du médaillé d'or est au centre et est hissé le plus haut tandis que le drapeau du pays du médaillé d'argent est sur la gauche face aux drapeaux et le drapeau du pays du médaillé de bronze sur la droite, les deux étant hissés moins haut que le drapeau du médaillé d'or. Les drapeaux sont hissés tandis que l'hymne national du pays du médaillé d'or est joué. Les citoyens du pays hôte servent également d'hôtes lors des cérémonies de médailles. Ils aident les officiels qui présentent les médailles et servent de porte-drapeaux.
Des règles strictes régissent la conduite des athlètes durant la cérémonie des médailles. Par exemple, ils sont tenus de porter des tenues pré-approuvées qui sont standards pour l'équipe nationale olympique de l'athlète. Ils ne sont pas autorisés à afficher toute affiliation politique ou faire une déclaration politique pendant qu'ils sont sur le podium. La violation la plus célèbre de cette règle est le poing levé pour le Black Power de Tommie Smith et de John Carlos lors des Jeux olympiques d'été de 1968 à Mexico. Pour leurs actions, le président du CIO Avery Brundage demande leur exclusion des Jeux. Si le Comité olympique des États-Unis (USOC) ne respectait pas cette demande, alors Brundage demanderait l'élimination de toute l'équipe d'athlétisme des États-Unis. Le USOC accède alors à ses demandes et Smith et Carlos sont expulsés.